# Emilio Della Balda
Emilio Della Balda (* 1937) ist ein Politiker aus San Marino, der unter anderem 1966 Capitano Reggente war.

## Leben
Emilio Della Balda übernahm vom 29. Oktober 1964 bis zum 9. November 1966 im 13. Kabinett das Amt als Landwirtschaftsminister (Deputato per l’Agricultura) und war gemeinsam mit Francesco Valli vom 1. April bis zum 1. Oktober 1966 Capitano Reggente und damit einer der beiden kollegial amtierenden gleichberechtigten Staatsoberhäupter von San Marino.
Er wurde am 7. September 1969 für die Unabhängige Demokratische Sozialistische Partei PSDIS (Partito Socialista Democratico Indipendente Sammarinese) erstmals Mitglied des Großen und Allgemeinen Rates (Consiglio Grande e Generale) und gehörte diesem in der 18., 19., 20., 21., 22. und der 23. Legislaturperiode bis zum 31. Mai 1998 an, wobei er seit dem 28. Mai 1978 die Vereinigte Sozialistische Partei PSU (Partito Socialista Unitario) beziehungsweise seit dem 29. Mai 1988 die Vereinigte Sozialistische Partei – Sozialistische Entente PSU-IS (Partito Socialista Unitario–Intesa Socialista) sowie zuletzt ab dem 30. Mai 1993 die Demokratische Bewegung MD (Movimento Democratico) vertrat. 
Er fungierte zudem im 14. Kabinett zwischen dem 9. November 1966 und dem 6. November 1969 als Minister für öffentliche Arbeiten (Deputato per i Lavori Pubblici) und bekleidete im darauf folgenden 15. Kabinett vom 6. November 1969 bis zum 27. März 1973 das Amt des Ministers für Inneres und Planung (Segretario di Stato per gli Affari Interni e la Programmazione). Später bekleidete er im 19. Kabinett zwischen dem 17. Juli 1978 und dem 4. Juli 1983 das Amt als Minister für Finanzen, Haushalt und Planung (Segretario di Stato per le Finanze, il Bilancio e la Programmazione) und übernahm dieses Ministeramt vom 4. Juli 1983 bis zum 26. Juli 1986 auch im 20. Kabinett.

## Hintergrundliteratur
- Fabio Foresti: Quella nostra sancta libertà. Lingue, storia e società nella Repubblica di San Marino, Biblioteca e ricerca, Quaderni della Segretaria di Stato per la Pubblica Istruzione, Affari Sociali, Istituti Culturali e Giustizia 6. Aiep, San Marino 1998, ISBN 88-86051-66-2
- Domenico Gasperoni: I Governi di San Marino. Storia e personaggi, AIEP Editore, Serravalle 2015, ISBN 978-88-6086-118-4